# Anatolij Bojko
Anatolij Iwanowycz Bojko (ukr. Анатолій Іванович Бойко, ros. Анатолий Иванович Бойко, Anatolij Iwanowicz Bojko; ur. 2 marca 1947, zm. 26 maja 2024) – ukraiński piłkarz, grający na pozycji obrońcy, trener piłkarski.

## Kariera piłkarska

### Kariera klubowa
Pierwszym klubem profesjonalnym w jego karierze był Sudnobudiwnyk Mikołajów. Potem występował w Spartaku Iwano-Frankiwsk. W 1974 zakończył karierę piłkarską w SK Łuck.

## Kariera trenerska
Po zakończeniu kariery zawodniczej rozpoczął pracę trenerską. Pracował w sztabie szkoleniowym Prykarpattia Iwano-Frankiwsk. Od sierpnia do września 1998, w listopadzie 1999 oraz w sierpniu 2000 prowadził iwanofrankowski klub.

## Sukcesy

### Sukcesy klubowe
- mistrz Pierwoj ligi ZSRR: 1968
- mistrz Wtoroj ligi ZSRR: 1972